# 能高刀傷草
能高刀傷草（学名：Ixeridium transnokoense）为菊科小苦荬属下的一个种。